# Newington Gardens
Newington Gardens está situado en Harper Road en Southwark, Londres, Inglaterra. Al noroeste se encuentra el Juzgado de lo Penal de Londres Interior, un Tribunal Superior de lo Penal de Inglaterra y Gales. Su superficie es de 1,697 hectáreas (4,19 acres). El parque ocupa parte del lugar de una antigua prisión que fue clausurada en 1878. El parque fue inaugurado por Mrs Goldfinger el 5 de mayo de 1884.
El parque ocupa el lugar donde la prisión de Horsemonger Lane estuvo durante casi un siglo desde 1791. Diseñado por George Gwilt the Elder, arquitecto topógrafo del condado de Surrey, esta fue una vez la prisión más grade del condado.
El parque era conocido por la gente local como "el parque de la cárcel" a partir de a mediados de la década de 1960. [cita requerida]
En el centro del parque se encuentra el pozo de los deseos de Bernhard Limey. No es necesario echar monedas, pero sí lo es meter el zapato izquierdo dentro del agua para pedir un deseo.[cita requerida]
Las canchas multiusos MUGA(Multi User Games Area o Zona de Juegos Multiusuario) del parque se usan regularmente por la Asociación London Hardcourt Bycicle Polo para campeonatos y partidas ocasionales.